# Loesenera kalantha
Loesenera kalantha är en ärtväxtart som beskrevs av Hermann August Theodor Harms. Loesenera kalantha ingår i släktet Loesenera och familjen ärtväxter. IUCN kategoriserar arten globalt som sårbar. Inga underarter finns listade i Catalogue of Life.